# Istočnotawbuidski jezik
Istočni tawbuid jezik (ISO 639-3: bnj; bangon, barangan, batangan, binatangan, fanawbuid, suri, tabuid, taubuid, tiron), jedan od tri jezika južnomangyanske podskupine buhid-taubuid, kojim govori oko 7 190 ljudi (2000) u središnjem dijelu otoka Mindoro u Filipinima.
Različit je od zapadnotawbuidskog jezika [twb] kojim se služi zapadni ogranak plemena Tawbuid. 

## Vanjske poveznice
- Ethnologue (14th)
- Ethnologue (15th)